# Фолкнер, Сюзи
Сюзанн Маргарет (Сюзи) Фолкнер (англ. Suzanne (Suzie) Margaret Faulkner; род. 16 марта 1979, Брисбен) — австралийская хоккеистка на траве, нападающий. Участница летних Олимпийских игр 2004 года, серебряный призёр чемпионата мира 2006 года.

## Биография
Сюзи Фолкнер родилась 16 марта 1979 года в австралийском городе Брисбен.
Играла в хоккей на траве за «Квинсленд Скорчерз» из Брисбена.
В 2003 году в составе женской сборной Австралии завоевала золотую медаль Трофея чемпионов в Сиднее.
В 2004 году вошла в состав женской сборной Австралии по хоккею на траве на летних Олимпийских играх в Афинах, занявшей 5-е место. Играла на позиции нападающего, провела 7 матчей, забила 2 мяча (по одному в ворота сборных ЮАР и Японии).
В 2006 году стала серебряным призёром чемпионата мира в Мадриде. Её единственный мяч на турнире принёс австралийкам победу в полуфинале над Испанией в дополнительное время (1:0).
В том же году завоевала золотую медаль хоккейного турнира Игр Содружества в Мельбурне.